# Mascottchen
Mascottchen ist ein deutsches Stummfilm-Lustspiel aus dem Jahre 1929 von Felix Basch.

## Handlung
Margot arbeitet als Verkäuferin in einem Modegeschäft und führt bei Bedarf auch die Kleider auf dem Laufsteg vor. Als sie eines Abends ein Kostümfest besucht, wird die hübsche, junge Frau zur Ballkönigin gewählt. Dabei wird sie vom Direktor eines Etablissements, des Alhambra-Theaters, gesehen, der ihr augenblicklich ein Angebot unterbreitet, bei ihm aufzutreten. Margot ist dazu bereit, will aber nur dann unterschreiben, wenn der Theaterchef auch ihren Freund, den arbeitsuchenden Schauspieler Paul, verpflichtet. Tatsächlich wird Paul gleichfalls genommen, doch für Margot soll sich diese Verpflichtung als persönliches Unglück erweisen, denn die gleichfalls dort beschäftigte Tänzerin Elvira macht sich sogleich an ihren Freund ran. Als die beiden bei einem Rendezvous sich näher kommen, funkt Margot augenblicklich dazwischen und kann schlimmeres verhindern. Es kommt zur Aussöhnung der beiden Liebenden.

## Produktionsnotizen
Mascottchen entstand im Januar/Februar 1929 im Filmatelier in Staaken, passierte die Filmzensur am 25. März 1929 und wurde mit Jugendverbot belegt. Der Sechsakter mit einer Länge von 2372 Metern wurde am 17. April 1929 im U.T. Kurfürstendamm uraufgeführt. 
Die Produktionsleitung hatte Georg Witt, die Filmbauten entstammen den Händen von Hans Sohnle und Otto Erdmann. Die Zwischentitel verfasste Max Ehrlich.

## Kritiken
„Man muß es der Regie von Felix Basch als Plus anrechnen, daß sie ihre Sache nicht auf sogenannten Titelhumor … gestellt hat, sondern fast ausschließlich auf Bild- und Situationswirkung. Seine Routine, vereint mit den außerordentlichen Instinkten der Käthe von Nagy und der Unermüdlichkeit des Wirbelwindes Kurt Vespermann, sind ausschlaggebend für die Wirkung, die dieser Film auf die große Menge der nicht allzu Anspruchsvollen ausüben wird. Die Nagy schüttelt alles aus dem Handgelenk. Eine jede Bewegung sitzt, ihr mimisches Ausdrucksvermögen ersetzt Texte. (…) Käthe von Nagy beherrscht jederzeit die Situation. Die anderen sind größtenteils auf Episoden rationiert. Aber Basch versteht es, Darsteller wie Gülstorff, Tiedtke, Picha, Morgan bei guter Laune zu erhalten. Nicht ganz in seinem Element ist diesmal Kowal-Samborski.“

„Das ist das unheimlich begabtest Mädel, das über die Projektionsflächen Deutschlands läuft, diese Käthe von Nagy. Sie kann wirklich alles, sie darf es sich leisten, Sachen, die man schon nicht mehr sehen kann, zum hundertstenmal zu bringen, und man ist hingerissen, fasziniert von diesem natürlichen Charme, von dieser angeborenen Liebenswürdigkeit, von dieser ganz menschlichen, niemals gemachten Drolerie — kurzum, sie steht in der kleinen, aber bedeutsamen Front des Nachwuchses Schulter an Schulter mit der Helm, die ihre Schwester im Tragischen ist.“

„Ein Girlfilm, mit Konfektion und Revue. Doch die Nagy herrlich in sprühend-schwingendem Clownkönnen. In kernhaftem Schick. In fratzenloser Grazie. In temperamentvoller, spielerfüllter Taktsicherheit. In tanzender, körperlicher Ausdruckskraft. Besseres auf diesem Gebiet hat auch Amerika nicht.“

„‚Mascottchen‘ … ist der typische deutsche Lustspielfilm. Viel Gezappel, viel aufgekratzte Lustigkeit, Verkleidungsspäße und statt einer durchlaufenden filmischen Bewegung eine zusammengeflickte Folge von Situationsscherzen. Die Regie von Felix Basch versteht auch das Talent der Käthe v. Nagy nicht zu führen. Käthe v. Nagy verdankt ihre Wirkungen der Niedlichkeit ihres Typs; ihre Begabung springt immer nur wie zufällig und vereinzelt aus ihrem Spiel heraus. So nebensächlich dieser Film als Ganzes ist — zur völligen künstlerischen und geistigen Agonie der gegenwärtigen deutschen Produktion liefert auch er einen Beitrag.“